# 동래 군관청
군관청(軍官廳)은 부산광역시 동래구에 있는 조선시대 동래부 청사 건물의 하나로 군관(軍官)들의 집무소이다. 1973년 6월 8일 부산광역시의 유형문화재 제21호로 지정되었다.

## 개요
이 건물은 조선시대 동래부 청사 건물의 하나로 군관(軍官)들의 집무소였다.
동래부는 일본과 인접한 국방상의 요충지였기 때문에 1655년(효종 6)에 동래 독진(獨鎭)이 설치되었다. 그 뒤 양산군과 기장군의 군사도 통합․지휘하게 되자 군병의 수가 늘어났으며, 그들의 집무소인 무청(武廳)도 늘어났을 것이다.
장관청(將官廳)과 함께 군방(軍防)을 담당하는 중추기관으로 세워진 것이지만, 정확한 창건 연대는 알 수 없다. 1675년(숙종 원년)에 동래부사 어진익(漁震翼)이 중창하였고, 이후 숙종 연간에 두 차례 고쳤으며, 1982년 해체할 때 발견된 상량문에 따르면 1812년(순조 12)에 동래부사 조정철(趙貞喆)이 다시 증축하였다. 그러나 일제시대에는 관아건물로서의 기능을 잃고 오랫동안 방치되었다. 해방 이후 주변의 도시화로 고층 건물들에 가리게 되어 좁은 공간에 다시 보수하더라도 보존과 활용이 어려워지자, 1983년 충렬사 경내로 옮겼다.

## 참고 자료
- 군관청 - 국가유산청 국가유산포털